# Burg Neuenburg (Blumberg)
Die Burg Neuenburg ist eine abgegangene Spornburg über der Gauchachschlucht im Gemeindegebiet von Blumberg im Schwarzwald-Baar-Kreis in Baden-Württemberg.

## Geschichte
Die Ersterwähnung der Burg fällt ins Jahr 1323. 1409 verkauft Albrecht von Blumberg sie an Heinrich von Almshofen, 1506 erfolgt der Weiterverkauf an Konrad III. von Schellenberg. 1525 wird die Burg im Bauernkrieg in Brand gesetzt, beim Wiederaufbau wird auf die alten, zwei Meter dicken Mauern ein Doppelfachwerkbau aufgesetzt. Nach dem Tod von Johann Franz Berthold von Schellenberg 1704 und dem Wegzug seiner Witwe Elisabeth von Reischach standen die Bauten ab 1708 leer. 1742 zogen die Fürstenberger das Lehen ein. Der Fachwerkbau wurde 1789 wegen Einsturzgefahr abgerissen, drei Jahre später fielen dann die Mauern des Erdgeschosses von alleine in sich zusammen. Von der Burganlage sind keine Mauerreste mehr erhalten.